# Johan Gyllenstierna (politiker)
Johan Gyllenstierna af Lundholm, född den 14 september 1857 på Övedsklosters slott i Öveds församling i Malmöhus län, död 28 december 1931 i Gråmanstorps församling i Kristianstads län, var en svensk friherre, militär och riksdagsman.

## Biografi
Johan Gyllenstierna var son till ryttmästaren Eric Gyllenstierna af Lundholm och Amalia Ramel. Han blev underlöjtnant vid Skånska husarregementet 1878, löjtnant 1889 och ryttmästare 1898. 1907 utnämndes han, i samband med att han tog avsked från det militära, till major i armén.
Gyllenstierna hade utöver sin militära bana många uppdrag inom lokalsamhället och var bland annat ordförande i kommunalstämman och kommunalnämnden från 1887, landstingsman i Kristianstads läns landsting från 1920 samt vice ordförande i Skånska hypoteksföreningen och i Åsbo härads sparbank. Han var riddare av såväl Svärdsorden och Nordstjärneorden som av Vasaorden.
I riksdagen var Gyllenstierna ledamot av första kammaren 1907–1914.
Gyllenstierna var från 1887 gift med friherrinnan Louise Ulla Charlotta Barnekow (1867–1945) och fick med henne en dotter och två söner, däribland Knut Gyllenstierna.